# Laurence-Augustine Jubé
Pour les articles homonymes, voir Jubé.
 (décembre 2024).
Si vous disposez d'ouvrages ou d'articles de référence ou si vous connaissez des sites web de qualité traitant du thème abordé ici, merci de compléter l'article en donnant les références utiles à sa vérifiabilité et en les liant à la section « Notes et références ».
 (décembre 2024).
La mise en forme du texte ne suit pas les recommandations de Wikipédia : il faut le « wikifier ».
Les points d'amélioration suivants sont les cas les plus fréquents. Le détail des points à revoir est peut-être précisé sur la page de discussion.
- Les titres sont pré-formatés par le logiciel. Ils ne sont ni en capitales, ni en gras.
- Le texte ne doit pas être écrit en capitales (les noms de famille non plus), ni en gras, ni en italique, ni en « petit »…
- Le gras n'est utilisé que pour surligner le titre de l'article dans l'introduction, une seule fois.
- L'italique est rarement utilisé : mots en langue étrangère, titres d'œuvres, noms de bateaux, etc.
- Les citations ne sont pas en italique mais en corps de texte normal. Elles sont entourées par des guillemets français : « et ».
- Les listes à puces sont à éviter, des paragraphes rédigés étant largement préférés. Les tableaux sont à réserver à la présentation de données structurées (résultats, etc.).
- Les appels de note de bas de page (petits chiffres en exposant, introduits par l'outil «  Source ») sont à placer entre la fin de phrase et le point final[comme ça].
- Les liens internes (vers d'autres articles de Wikipédia) sont à choisir avec parcimonie. Créez des liens vers des articles approfondissant le sujet. Les termes génériques sans rapport avec le sujet sont à éviter, ainsi que les répétitions de liens vers un même terme.
- Les liens externes sont à placer uniquement dans une section « Liens externes », à la fin de l'article. Ces liens sont à choisir avec parcimonie suivant les règles définies. Si un lien sert de source à l'article, son insertion dans le texte est à faire par les notes de bas de page.
- La présentation des références doit suivre les conventions bibliographiques. Il est recommandé d'utiliser les modèles {{Ouvrage}}, {{Chapitre}}, {{Article}}, {{Lien web}} et/ou {{Bibliographie}}. Le mode d'édition visuel peut mettre en forme automatiquement les références.
- Insérer une infobox (cadre d'informations à droite) n'est pas obligatoire pour parachever la mise en page.

Pour une aide détaillée, merci de consulter Aide:Wikification.
Si vous pensez que ces points ont été résolus, vous pouvez retirer ce bandeau et améliorer la mise en forme d'un autre article.

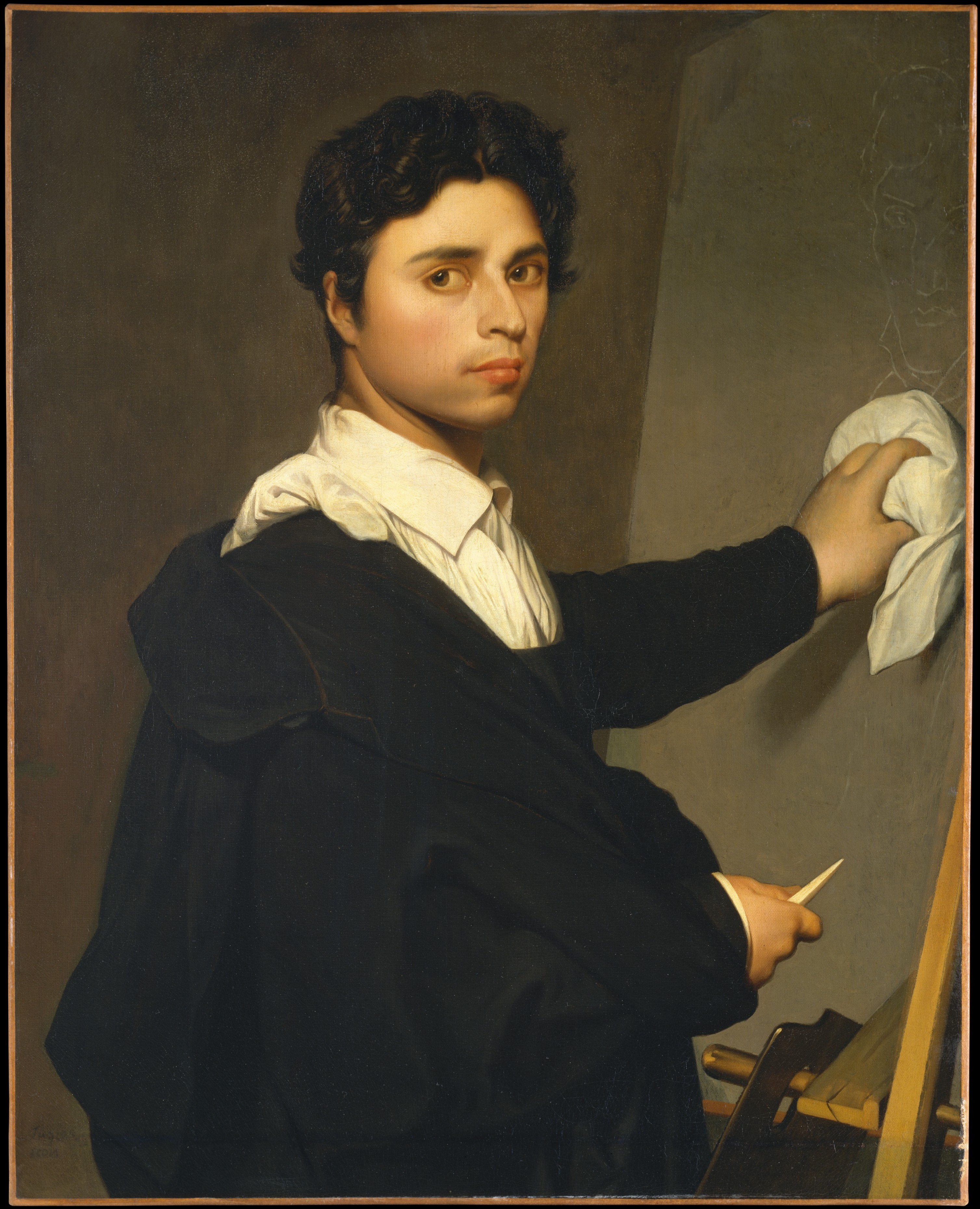
Autoportrait à vingt-quatre ans, New York, Metropolitan Museum of Art.

Laurence-Augustine Jubé de la Perelle ou Jubé Héquet, ou encore Madame Héquet, née à Coni (Italie) en 1804 et morte à Paris le 5 avril 1864, est une artiste peintre et professeure de chant française.

## Biographie
Laurence-Augustine Jubé de la Perelle, fille de Charles Nicolas Jubé de la Perelle, baron, maréchal, colonel en poste à Coni (Cunéo) à l'époque département français de la Stura, et de Louise Rose Néblat. Elle épouse Charles-Joseph Gustave Héquet, littérateur, compositeur et journaliste français le 28 août 1839. Elle fut élève de Jean-Auguste-Dominique Ingres. Elle réalise plusieurs tableaux dont on connait surtout une copie faite avant la modification de l'original par Ingres en 1851 de son Autoportrait à vingt-quatre ans du musée Condé de Chantilly. Le tableau de Laurence-Augustine Jubé est exposé au Metropolitan Museum of Art de New York. Elle fut aussi professeure de chant. Elle meurt à Paris, 41 rue de Verneuil, le 5 avril 1864.

## Œuvres
- Autoportrait à vingt-quatre ans, New York, Metropolitan Museum of Art